# Erannis transitoria
Erannis transitoria är en fjärilsart som beskrevs av Barend J. Lempke 1952. Erannis transitoria ingår i släktet Erannis och familjen mätare. Inga underarter finns listade i Catalogue of Life.